# Майли-Суу IV – Східний Ізбаскент
Майли-Суу IV — Східний Ізбаскент — нафтогазове родовище у Киргизстані, що належить до Ферганського басейну.
Родовище мало нафтові поклади в породах міоцену, олігоцену, еоцену та палеоцену, газонафтові у верхній крейді та газові у верхній та нижній крейді та юрі. Основін запаси нафти належали до міоцену та верхньої крейди (38 % та 28 % відповідно), тоді як газ приблизно рівномірно розподілявся між відкладами зазначених періодів.
Глибина залягання покладів від 1165 до 2280 метрів, колектори — пісковики.
Видобувні запаси оцінили у 14,2 млн тонн нафти та 6 млрд м3 газу (є відомості, що станом на другу половину 1980-х вилучили 69 млн барелів нафти та 4,9 млрд м3 газу).
Родовище виявили в 1948 році. У 1950-му почали розробку нафтових покладів, при цьому, починаючи з 1960-го, для підвищення нафтовилучення почали застосовувати закачування в пласти води.
У 1958-му стартувала розробка газових покладів, при цьому в якийсь момент для видачі продукції ввели в дію газопровід Майли-Суу – Джалалабад – Ош. Доволі швидко основні запаси газу родовища були випрацьовані (є відомості, що вже у 1973-му запроєктовану на використання блакитного палива Ошську ТЕЦ перевели на мазут). Згодом на основі одного з виснажених покладів спробували створити підземне сховище газу.